# Kenneth Copeland

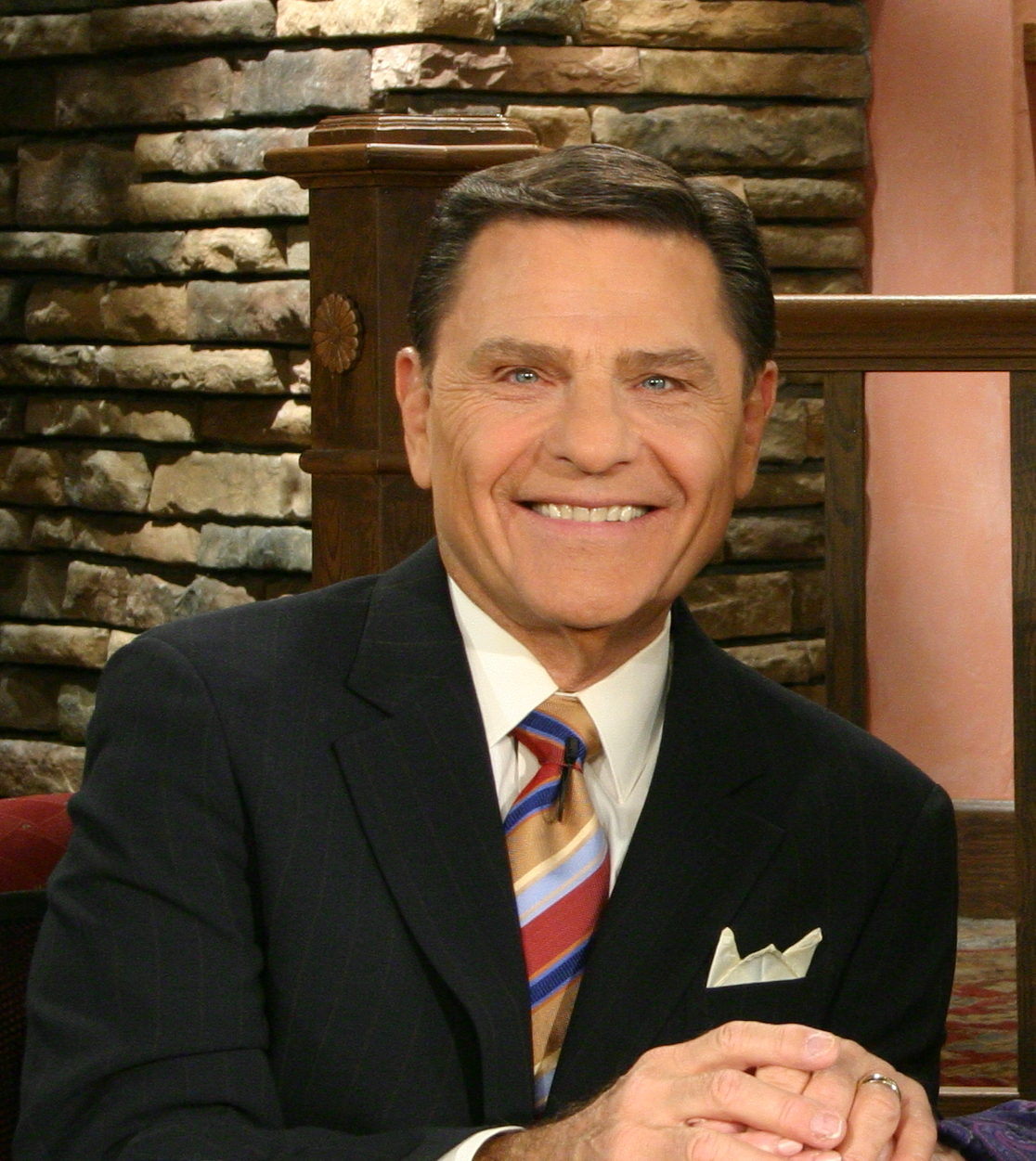
Kenneth Copeland (2011)

Kenneth Max Copeland (* 6. Dezember 1936 in Lubbock, Texas) ist ein ehemaliger US-amerikanischer Sänger und Pilot und jetziger Evangelist und Fernsehprediger (Televangelist). Er wird der Charismatischen Bewegung zugerechnet. Inhaltlich vertritt er unter anderem Thesen des Wohlstandsevangeliums. Er gilt als einer der reichsten Prediger der Welt. Copeland, die von ihm geleitete Organisation Kenneth Copeland Ministries sowie die damit verbundene Eagle Mountain International Church sind Gegenstand einiger Kontroversen.

## Familiäres Umfeld
Kenneth Copeland wurde 1936 in der texanischen Stadt Lubbock geboren. Er ist das einzige Kind von Aubrey Wayne Copeland (1904–2000) und Vinita Pearl Copeland, geb. Owens (1911–1988). Nach eigener Darstellung war sein Großvater mütterlicherseits ein Cherokee.
Kenneth Copeland ist zum dritten Mal verheiratet. Aus der Ehe mit Ivy Sandra Bodiford (1955 bis 1958) ging die Tochter Terri Copeland Pearsons (geb. 1957) hervor. Die anschließende Ehe mit Cynthia Davis (1958 bis 1961) blieb kinderlos. Seit 1962 ist er mit der 1942 geborenen Gloria Copeland, geb. Neece verheiratet, mit der er die Kinder Kelly und John Copeland hat. Kenneth und Gloria Copeland haben zehn Enkel und neun Urenkel (Stand 2020).

## Sänger
In der zweiten Hälfte der 1950er-Jahre war Copeland der Leadsänger der Band The Mints, deren Mitglieder zumeist aus der texanischen Kleinstadt Gainesville stammten und „lokale Berühmtheiten“ waren. 1957 nahmen die Mints einige Lieder für das in Gainesville ansässige Lin-Label auf, das Joe Leonard gehörte, dem Inhaber der örtlichen Radiostation Gainsville Broadcasting Co. Die erste Aufnahme war die Ballade The Pledge of Love (B-Seite: Night Air). Das Lied wurde ein regionaler Erfolg. Aus Kapazitätsgründen übertrug Lin im Laufe des Jahres die Rechte an der Aufnahme auf das deutlich größere und landesweit präsente Label Imperial Records, das sie in den folgenden Monaten mehrfach neu herausbrachte und dabei zumeist Ken Copelands Namen anstelle der Mints in den Vordergrund rückte. The Pledge of Love war 15 Wochen in den Billboard Hot 100 und erreichte als Spitzenposition Platz 17. Copeland nahm noch einige weitere Lieder mit den Mints auf, darunter Teenage, Someone to Love Me und Fanny Brown, konnte damit aber nicht an den Erfolg seiner ersten Einspielung anknüpfen. Er wird deshalb vielfach als One Hit Wonder angesehen.
1957 wurde Copeland zur Armee eingezogen. Der Militärdienst beendete seine Karriere als Schlagersänger. In den folgenden Jahrzehnten veröffentlichte er aber eine Reihe von Alben mit religiösen Liedern. Auch bei Gottesdiensten tritt er – unter anderem mit Big-Band-Begleitung – als Sänger auf.

## Prediger

### Ausgangslage
Nach der Entlassung aus der Armee im November 1962 arbeitete Copeland zunächst unstetig als Pilot unter anderem für eine kleine Fluggesellschaft aus Little Rock, Arkansas, möglicherweise vorübergehend auch wieder als Nachtclubsänger. Einem biografischen Beitrag über Gloria Copeland zufolge war diese Zeit von Unsicherheiten und wirtschaftlicher Not geprägt.
1963 wandten sich Kenneth und Gloria Copeland, die bis dahin nicht religiös gewesen waren, dem Christentum zu. Kenneth Copeland kam in Kontakt mit dem Prediger Oral Roberts. 1966 schrieb er sich, nach eigenen Angaben inzwischen ohne Arbeit und mittellos, in der Oral Roberts University in Tulsa, Oklahoma, ein. Den Lebensunterhalt für sich, seine Frau und die beiden gemeinsamen Kinder bestritt er unterdessen, indem er für Oral Roberts als Chauffeur und Pilot arbeitete.

### Kenneth Copeland Ministries

#### KCM undEagle Mountain International Church
1967 gründeten Kenneth und Gloria Copeland die Kenneth Copeland Evangelistic Association, aus der später Kenneth Copeland Ministries (KCM) wurde. Sie ist der organisatorische Unterbau für die Aktivitäten Copelands und seiner Familie und wird in den USA steuerrechtlich als Kirche geführt. Zudem existiert die Eagle Mountain International Church. Einer Untersuchung der Senatskommission für Finanzen aus dem Jahr 2008 zufolge ist sie mit KCM organisatorisch und funktional identisch; beide Begriffe sind auswechselbar.
Eine Reihe engster Verwandter Kenneth Copelands ist oder war in den Führungsebenen von KCM beschäftigt. Seine älteste Tochter Terri Copeland Pearsons und ihr Ehemann George Pearsons predigen in der Eagle Mountain International Church; George Pearsons fungiert außerdem als CEO von KCM. Auch Copelands Kinder John und Kelly sowie Kellys Ehemann Steve Swiffer sind Prediger in der väterlichen Organisation; John Copeland war zeitweise ebenfalls CEO. Copelands Schwager Douglas Neece war bis zu seinem Tod im Jahr 2019 für den gewinnträchtigen Handel mit Fernsehsendezeiten verantwortlich, seine Schwiegermutter arbeitete bis ins hohe Alter in der Verwaltung von KCM.

#### Ressourcen

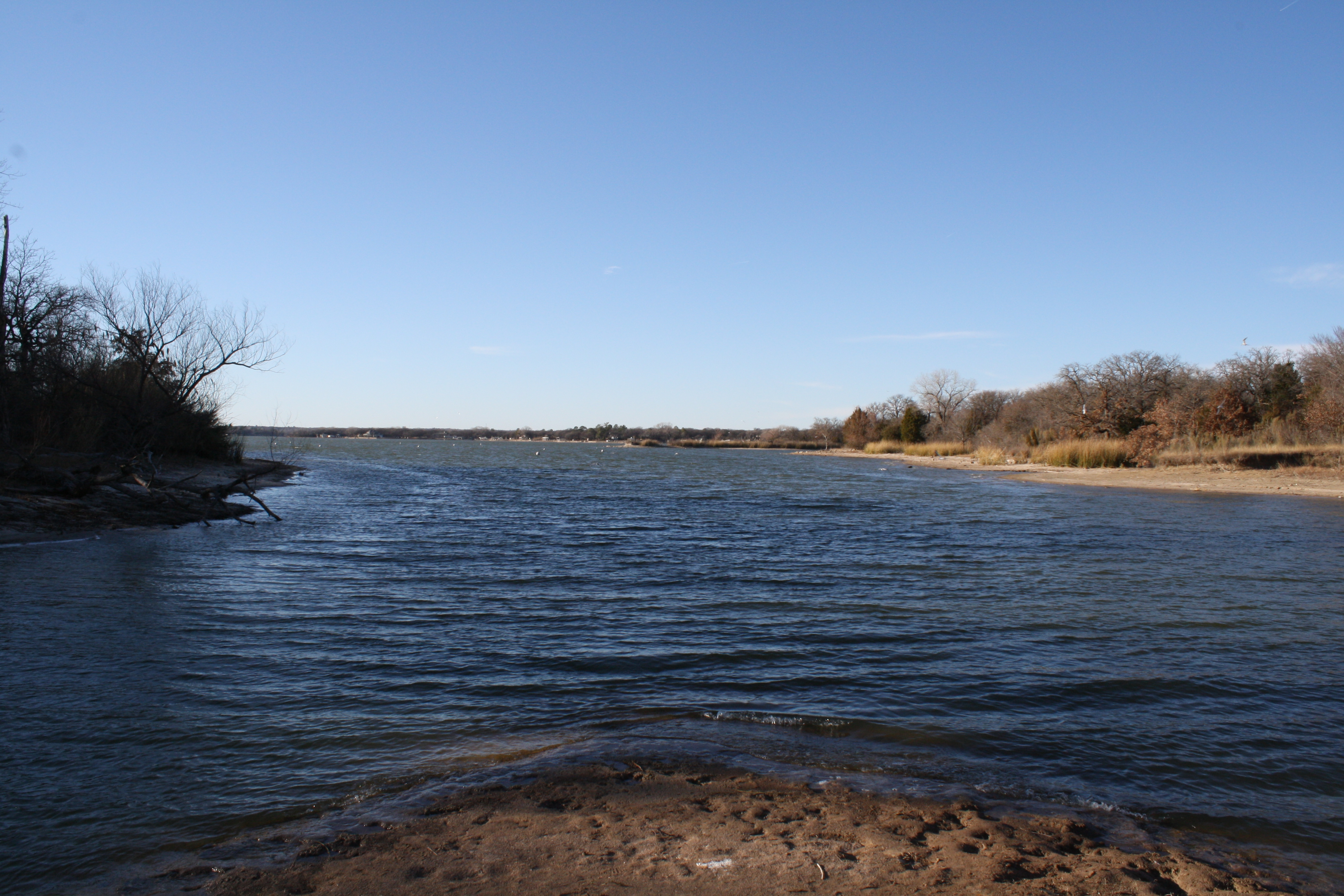
Eagle Mountain Lake im nördlichen Texas

Das Hauptquartier von KCM liegt auf einem 13 Hektar großen Gelände am Eagle Mountain Lake, einem in den 1930er-Jahren angelegten Stausee im Tarrant County in der Nähe von Fort Worth, Texas. Auf ihm befinden sich die Veranstaltungsräume der Eagle Mountain International Church, Produktionsanlagen für Radio- und Fernsehsendungen sowie ein Warenhaus und die Unterkünfte der Copeland-Familie, die KCM gehören und den Copelands kostenfrei zur Verfügung stehen. Zu dem Gelände gehört auch der Kenneth Copeland Airport, ein ehemaliger Militärflughafen, der bis in die 1970er-Jahre hinein als Marine Corps Air Station Eagle Mountain Lake betrieben und nach seiner Schließung privatisiert wurde. KCM übernahm den Flughafen in den frühen 1980er-Jahren. Hier sind mehrere – zeitweise bis zu sieben – Flugzeuge stationiert, die KCM gehören und von den Mitgliedern der Copeland-Familie genutzt werden. Die Flotte umfasst unter anderem eine Gulfstream V, die KCM 2018 für eine unbekannte Summe gegen Barzahlung von dem Schauspieler Tyler Perry kaufte.
KCM beschäftigt etwa 500 Mitarbeiter.
Zu Kenneth Copelands Unternehmungen gehört auch der Verlag Kenneth Copeland Publications, der möglicherweise mit der Eagle Mountain International Church bzw. KCM identisch ist. Über ihn werden zahlreiche Bücher vertrieben, die Kenneth und Gloria Copeland verfasst haben. Über das Label KCP Records (Kenneth Copeland Publishing Records) werden die jüngeren Musikalben Copelands veröffentlicht.

#### Veranstaltungen
Anfänglich zog Copeland als Prediger durch die US-amerikanischen Bundesstaaten. Er veranstaltete landesweit Zusammenkünfte von Gläubigen (Believers Conventions), die drei bis sechs Tage lang dauerten und seit den 1980er-Jahren oft mehrere tausend Teilnehmer hatten. Auch im 21. Jahrhundert hält Copeland noch Believers Conventions ab, allerdings in geringerem zeitlichem Umfang.
1975 begann Copeland, seine Predigten über Radio zu verbreiten. Angeblich übertrugen 1976 bereits 500 Radiostationen in den USA und in Kanada Copelands Auftritte. 1979 kamen Fernsehübertragungen hinzu, anfänglich einmal pro Woche, ab 1989 täglich eine Stunde und seit 2015 über den eigenen Fernsehkanal Victory Channel (anfänglich: Voice of Victory Network), der rund um die Uhr ein evangelikales Programm sendet. Copelands Predigten können nach eigener Darstellung in 134 Staaten im Fernsehen verfolgt werden. Seit 1996 hat KCM außerdem einen Internetauftritt.
Kenneth Copeland bemüht sich seit den 1990er-Jahren, aus KCM eine weltweite Bewegung zu machen. Die Organisation unterhält außerdem Büros in Kanada, Afrika, Asien, Australien und Europa. Copeland tritt in Mittel- und Südamerika, aber auch in Afrika auf. Eine starke Anhängerschaft hat er unter anderem in Nigeria, wo das Wohlstandsevangelium weit verbreitet ist.
Copeland gilt als äußerst kraftvoller Prediger (most powerful preacher). Wie viele charismatische Prediger setzt er bei seinen Veranstaltungen auch die Zungenrede ein. Copeland bindet bei seinen Auftritten regelmäßig Mitglieder seiner Familie ein, die ihn unterstützen und manchmal ablösen.

### Positionen Copelands

#### Wohlstandsevangelium
Kenneth Copeland wird zumeist als konservativer oder reaktionärer Prediger beschrieben. Er ist ein erklärter Abtreibungsgegner. Copeland predigt unter dem Motto „Jesus ist der Herr“ (Jesus is Lord), das dem 10. Kapitel des Römerbriefs entnommen ist (Röm 10,9 ). Copeland wird zu den einflussreichsten Führern der Charismatischen Bewegung in den USA gezählt. Er gilt zugleich als ein führender Vertreter des Wohlstandsevangeliums (Prosperity Gospel). Eine Quelle bezeichnet ihn als Pionier dieser Ausrichtung, während andere darauf hinweisen, dass Copeland lediglich schon vorhandene Konzepte von Predigern wie Kenneth Hagin und Oral Roberts aufgegriffen und weiterentwickelt habe.
Copeland zufolge kommt die Kraft für Wohlstand unmittelbar von Gott. Jesus sei zu Lebzeiten ein reicher Mann gewesen. Bei seinem Tod habe er Sünde, Krankheit und Armut der Menschen auf sich genommen: „Jesus ist gekommen, und die armen Menschen müssen nicht mehr arm sein.“ Copeland stützt sich dabei wie andere Wohlstandsevangelisten maßgeblich auf eine Passage im 2. Korintherbrief: „Er, der reich war, wurde euretwegen arm, um euch durch seine Armut reich zu machen“ (2 Kor 8,9 ). Dementsprechend sei Wohlstand etwas Gutes, denn er zeige Gottes Liebe und Zustimmung. Wirtschaftliches Scheitern wird dagegen als ein Zeichen für fehlendes Vertrauen in Gott gedeutet. Gleiches gelte mit Bezug auf Gesundheit.
Copeland verbindet die Aussicht auf Wohlstand mit der Aufforderung zu Spenden an seine Organisation. Nach seiner Auffassung wird Gott einem Gläubigen, der hinreichend fest an ihn und die Bibel glaubt und großzügig spendet, die Opfergaben „hundertfach“ vergelten. Auf dieser Grundlage spenden Menschen in finanziellen oder gesundheitlichen Nöten der KCM in der Hoffnung, dass sie ebenso wie Copeland selbst wohlhabend werden. Ein Zeitungsbeitrag aus dem Jahr 2009 zitiert einen Copeland-Anhänger mit den Worten: „If God did it for them, he will do it for us“ (‚Wenn Gott das für sie – die Copelands – getan hat, dann wird er es auch für uns tun‘). Einige Spendenaufrufe werden mit konkreten Projekten verbunden, etwa der Anschaffung eines Flugzeugs vom Typ Cessna Citation X, für die 2002 innerhalb der KCM ein Elite-CX-Team gegründet wurde, oder dem Kauf einer neuen Fernsehübertragungsanlage. Für anstehende Updates eines 2018 erworbenen Flugzeugs und Anpassungsarbeiten am Hangar warb Copeland in der Folgezeit mehr als 19 Mio US-$ an Spenden ein.
Ungeachtet dessen sind die öffentlichen Einlassungen von KCM zu Spenden ambivalent. Auf dem deutschsprachigen Internetauftritt der Organisation hieß es 2020 einerseits auf der Startseite, Kenneth Copeland Minstries „bittet niemals um Geld“; anderseits existiert eine Unterseite mit dem Titel „Geben“, in der detailliert auf die Notwendigkeit von Spenden hingewiesen wird.

#### Unterstützung von Donald Trump

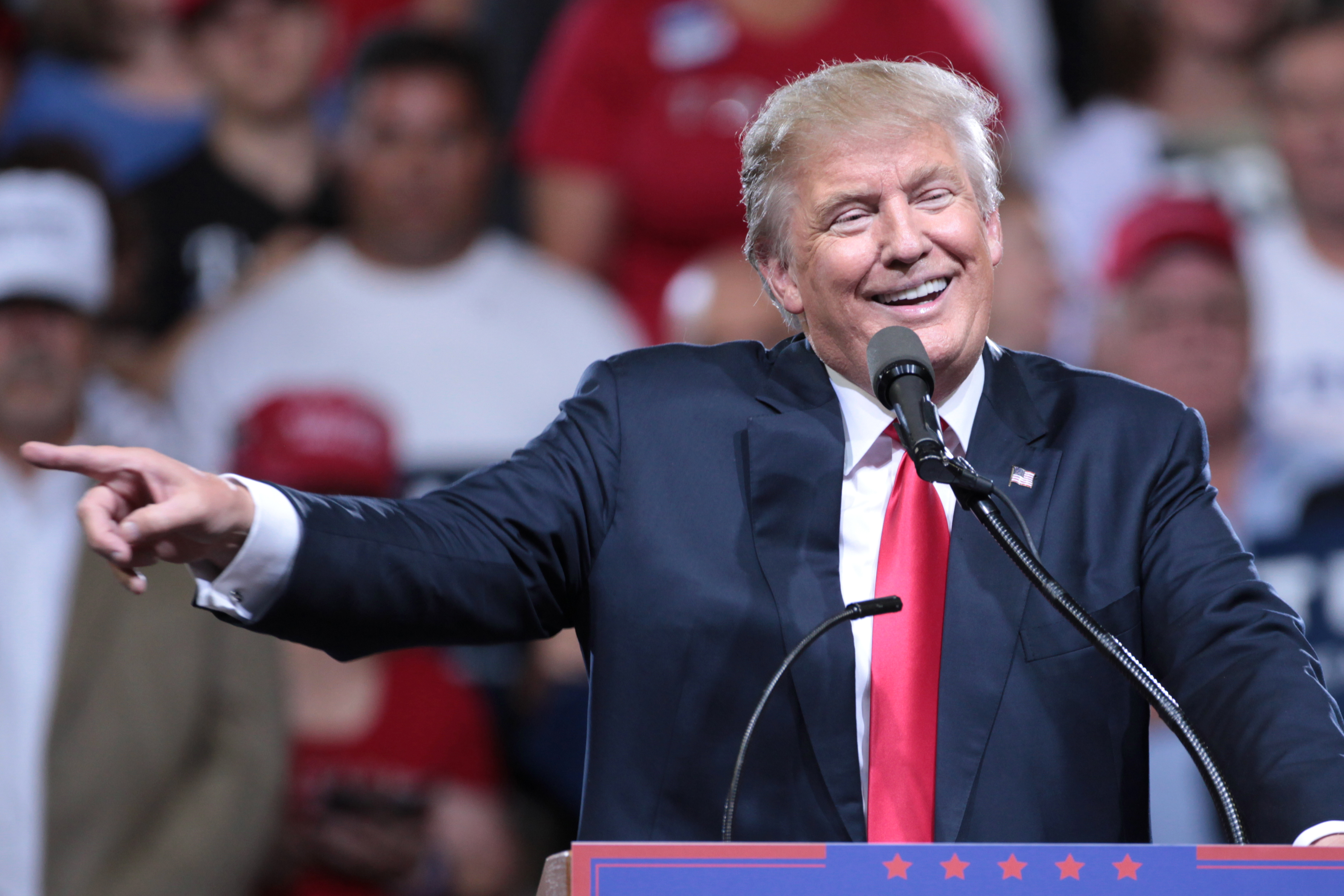
Von Copeland unterstützt: Präsident Donald Trump (2016)

Kenneth Copeland gilt als Unterstützer des US-amerikanischen Präsidenten Donald Trump. Im September 2015 hatten beide einen gemeinsamen Auftritt, bei dem Copeland für Trump betete. Im Rahmen seines Präsidentschaftswahlkampfs setzte Trump im Juni 2016 einen Evangelikalen Beirat (Evangelical Executive Advisory Board) ein, der ihn in religiösen Fragen unterstützen sollte. Ausweislich einer Pressemitteilung vom 21. Juni 2016 gehörten Kenneth und Gloria Copeland dem Beirat an. Im Oktober 2016 riet Copeland seinen Zuschauern in einer Fernsehübertragung, bei der bevorstehenden Präsidentschaftswahl für Trump zu stimmen; anderenfalls wären sie des Mordes schuldig. Er bezog sich dabei auf die liberale Abtreibungspolitik der damaligen Demokratischen Präsidentschaftskandidatin Hillary Clinton, die Trump und Copeland ablehnten. Copeland äußerte 2018 die Überzeugung, Trumps Präsidentschaft sei vom Geist Gottes gelenkt. Er erwarte, dass Trump in seiner Amtszeit möglichst viele konservative Richter ernenne, um eine „religiöse Kehrtwende“ (Biblical Turnaround) in den USA herbeizuführen. Im November 2020 brachte er öffentlich seine Abneigung gegenüber Joe Biden, der zum damaligen Zeitpunkt bereits von den Medien zum Sieger der Präsidentschaftswahl in den Vereinigten Staaten 2020 erklärt worden war, zum Ausdruck.

## Einkommen und Vermögen
Kenneth Copeland bezeichnet sich selbst als „sehr wohlhabenden Mann“. Viele Quellen halten ihn für den oder zumindest einen der reichsten Prediger der Welt. Weder die konkrete Höhe seines Einkommens noch die seines Vermögens sind öffentlich bekannt. Die letzten veröffentlichten Angaben zum Einkommen stammen aus dem Jahr 1995. Im Rahmen eines Antrags auf Steuerbefreiung hatte Kenneth Copeland seinerzeit ein Jahreseinkommen von 364.577 US-Dollar für sich und ein Einkommen von 292.593 US-Dollar für seine Frau Gloria gemeldet, etwa das Fünfzehn- bzw. Zwölffache des damaligen Durchschnittseinkommens in den USA.
Kenneth Copelands Vermögen wird zumeist auf etwa 300 Mio US-Dollar (2020) geschätzt; einzelne Quellen gehen von bis zu 760 Mio US-Dollar aus.

## Kontroversen
Kenneth Copeland ist Gegenstand verschiedener Kontroversen. Eine Kommentatorin des einflussreichen konservativen Wochenmagazins The Washington Examiner bezeichnete ihn 2019 als Betrüger (Scammer), andere nennen ihn einen „religiösen Taschendieb“ (Spiritual Pickpocket).

### Luxuriöser Lebensstil

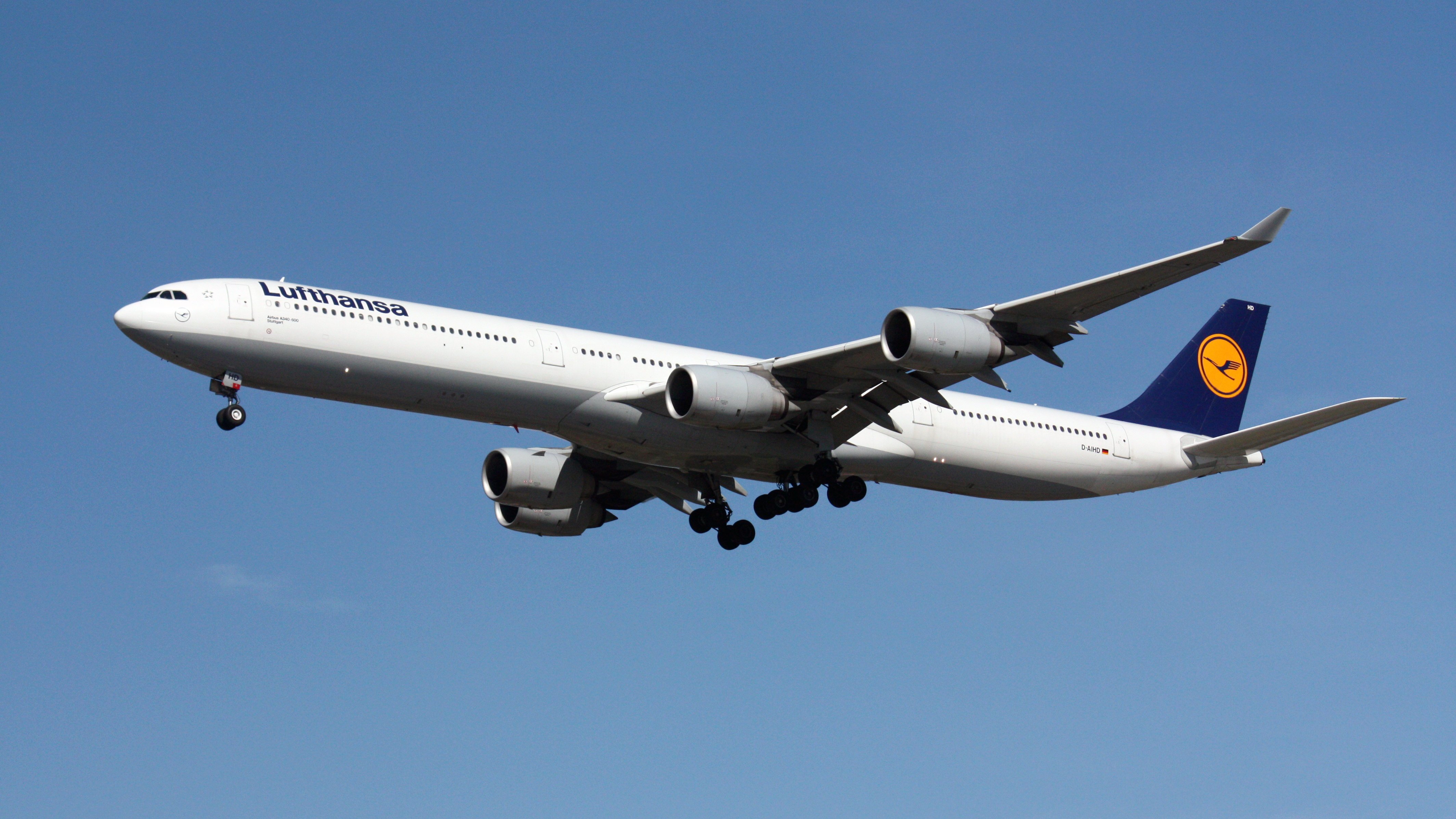
„Eine lange Röhre mit einem Rudel von Dämonen“: Linienflugzeug

Ein verbreiteter Anknüpfungspunkt für Kritik an Copeland ist die Nutzung von Privatflugzeugen. Copeland rechtfertigte den Einsatz von Privatflugzeugen unter anderem mit der Zeitersparnis im Vergleich zur Nutzung von Linienflügen: Würde er Linie fliegen, müsste er 80 bis 90 Prozent seiner Tätigkeiten einstellen. 2015 erklärte er in einer Fernsehsendung, dass er nur in Privatflugzeugen zurückgezogen beten und sich damit besser auf seine Missionen vorbereiten könne. In einer Fernsehsendung beschrieb Copeland in einem Gespräch mit dem Prediger Jesse Duplantis ein mit Passagieren besetztes Linienflugzeug als „eine lange Röhre mit einem Rudel von Dämonen“ (“long tube with a bunch of demons”). Trotz klarer Dokumentation dieser Äußerung bestritt Copeland sie später und bedrohte eine nachfragende Journalistin. Er stellte 2021 allerdings seinen Privatjet für die Rettung christlicher Flüchtlinge aus Afghanistan zur Verfügung.
Das Projekt JesusJets von Arman Danesh und Ethan Olinga dokumentiert das Flugverhalten Copelands sowie weiterer populärer Prediger und gleicht dessen CO2-Emissionen mit dem von Linienflügen gleicher Strecke ab.

### Missbrauch von Kirchenmitteln für private Zwecke
Copeland wird außerdem vorgeworfen, spendenfinanzierte Einrichtungen der KCM für private Zwecke zu verwenden. So soll er etwa für Flugreisen im Zusammenhang mit Ferienaufenthalten auf die Flugzeuge der KCM zurückgegriffen haben. Mitglieder der Unternehmensleitung von KCM – meist nahe Angehörige Copelands – sollen überhöhte Vergütungen für Predigten in der Eagle Mountain International Church erhalten oder erhalten haben; eine Quelle aus dem Jahr 2008 spricht von mehreren hunderttausend Dollar.

### Verschwörungstheorien zu COVID-19
Im März und April 2020 erhielt Copeland über den Kreis seiner Anhänger hinaus öffentliche Aufmerksamkeit, als er wiederholt auf die aktuelle COVID-19-Pandemie einging.
Anfang März 2020 verglich er COVID-19 mit einer „harmlosen Grippe“ und erklärte, Angst vor dem Virus sei Sünde. Man könne sich vor dem Virus schützen, indem man es einfach nicht annehme. In einer Sondersendung seines Victory Channel vom 12. März 2020 betete Copeland für seine Anhänger, forderte sie auf, den Bildschirm zu berühren, und behauptete anschließend, sie seien geheilt. In einer Predigt vom 30. März 2020 in der Eagle Mountain International Church, die über den Fernsehkanal Victory Channel übertragen wurde, vollzog Copeland im Beisein von George Pearsons eine „Urteilsvollstreckung“ („execute judgement“) am SARS-CoV-2-Virus, woraufhin er die Pandemie für beendet („it’s over“) und die USA für geheilt erklärte. Der Auftritt wurde vielfach – auch außerhalb der USA – rezipiert. In einer Sendung von Anfang April 2020 versuchte Copeland, eine übernatürliche Hitzewelle zur Zerstörung des Virus hervorzurufen, pustete in die Kamera und erklärte, damit den Wind Gottes auf COVID-19 geblasen zu haben; das Virus sei damit für immer zerstört. Kritiker warfen ihm daraufhin die Verbreitung potentiell infektiösen Aerosols vor. Der australische Musiker Steve Mackay, Gitarrist der Progressive-Metal-Band Twelve Foot Ninja, wurde von diesem Auftritt Copelands zu dem Lied Wind of God inspiriert. In die Produktion band er Copelands Originaltexte ein. Auch Copelands Urteilsvollstreckung an COVID-19 wurde zur Grundlage einer Metal-Parodie.
Als durch die durch das Virus ausgelöste Wirtschaftskrise die Arbeitslosigkeit in den USA zwischenzeitlich stark anstieg, forderte Copeland seine Follower dazu auf, trotz fehlenden Einkommens weiterhin den Zehnt an Kirchengemeinden zu zahlen.

### Nicht eingehaltene Zusagen
Wiederholt wird Copeland vorgeworfen, Zusagen im Zusammenhang mit Spendensammlungen nicht eingehalten zu haben. So habe er 2006 das Programm Angel Flight 44 aufgelegt und Spenden gesammelt, um ein Flugzeug zu kaufen, das bei künftigen Notfällen und Katastrophen für Rettungsmaßnahmen zur Verfügung gestellt werden solle.
Kritiker warfen Copeland vor, trotz erfolgreicher Spendensammlung das Programm nicht umgesetzt zu haben. Nach dem Erdbeben in Haiti 2010, in dessen Folge die KCM kein Flugzeug für Hilfsmaßnahmen bereitstellte, wurde die Kritik erneuert. Die KCM trat dem mit dem Hinweis entgegen, das Programm Angel Flight 44 sei nicht mit Blick auf eine bestimmte Katastrophe ins Leben gerufen worden.

## Werke (Auswahl)
- Kenneth Copeland: Prayer: Your Foundation für Success, Kenneth Copeland Publications, 1999, ISBN 978-1-57794-155-2
- Kenneth und Gloria Copeland: Aus Glauben zum Glauben: ein täglicher Wegweiser zum Sieg, Shalom Verlag 2012, ISBN 978-3-940794-40-6
- Kenneth und Gloria Copeland: Schutzverheißungen, Shalom Verlag, 2015, ISBN 978-3-940794-62-8